# أبو مساعد في مهب البيت (مسرحية)
أبو مساعد في مهب البيت هي مسرحية كوميدية تم عرضها على مسرح أبو بكر الشدي خلال فعاليات موسم الرياض.

## القصة
تدور حول رجل ثري مسن يعيش مع الاسرة في حالة مستقرة وجيدة ويتعرض أبو مساعد لوعكة صحية وتغلب عليهم مطالب الحياة وتتغير مصير العائلة وتصبح في متاعب ومشاكل بسبب مرض أبو مساعد

## العرض
تم عرض المسرحية في بوليفارد الرياض على مسرح الفنان الراحل بكر الشدي في منطقة "بوليفارد رياض سيتي"، إحدى مناطق موسم الرياض الترفيهية

## طاقم العمل

### أبطال المسرحية
- عبدالله السدحان بدور أبو مساعد
- أحمد العونان
- أميرة محمد
- شيلاء سبت
- نايف الظفيري
- شيخة زويد

### أدوار متعددة
- عبد العزيز المدهش. (مؤلف)
- ناصر البلوشي. (إخراج)